# Ulama (Ballspiel)
Ulama (oder Pok-ta-Pok) ist ein Ballspiel verschiedener indigener Kulturen in Mittelamerika und eine Variante des sogenannten Mesoamerikanischen Ballspiels.

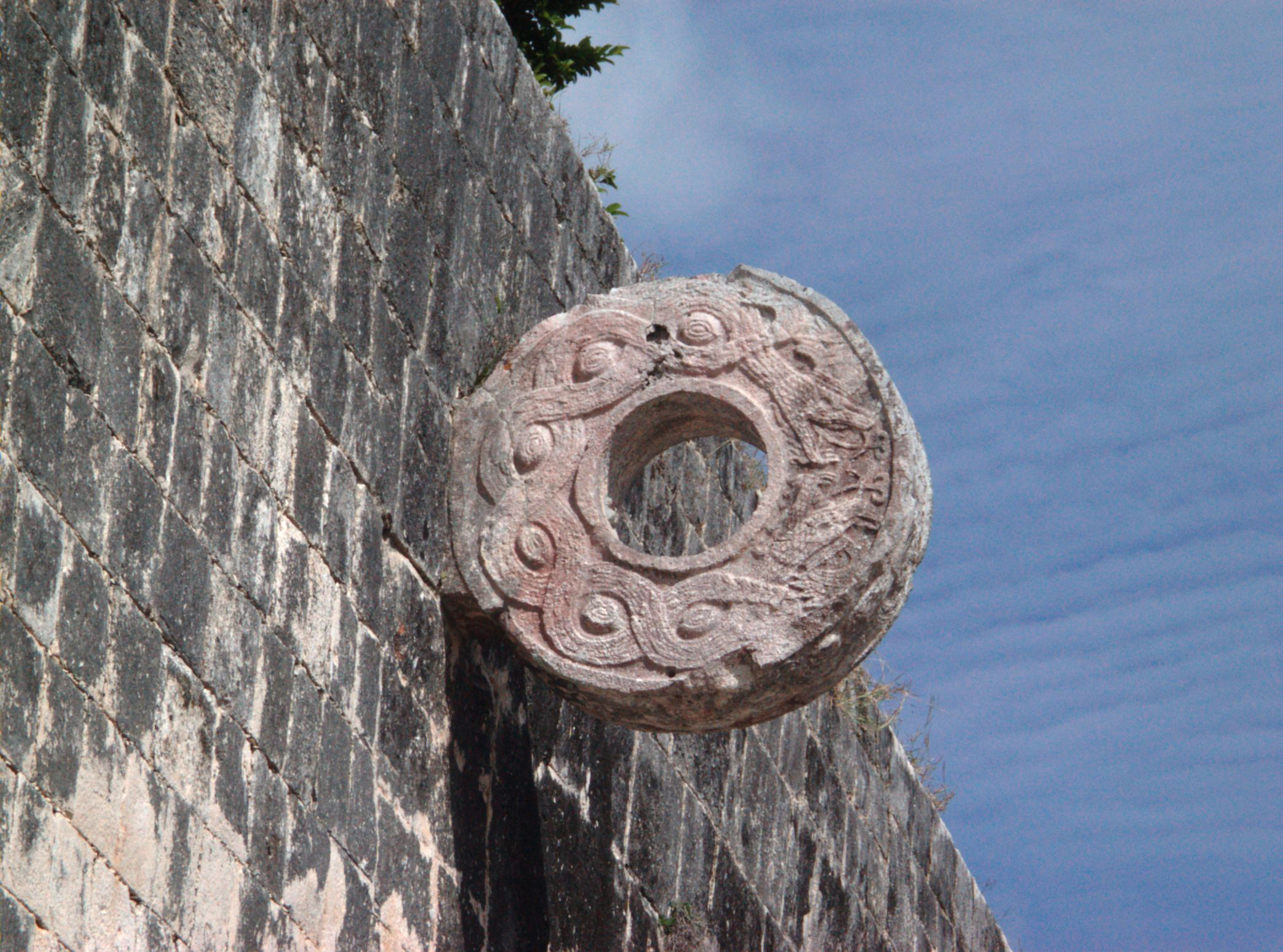
Tor in Chichén Itzá, Mexiko

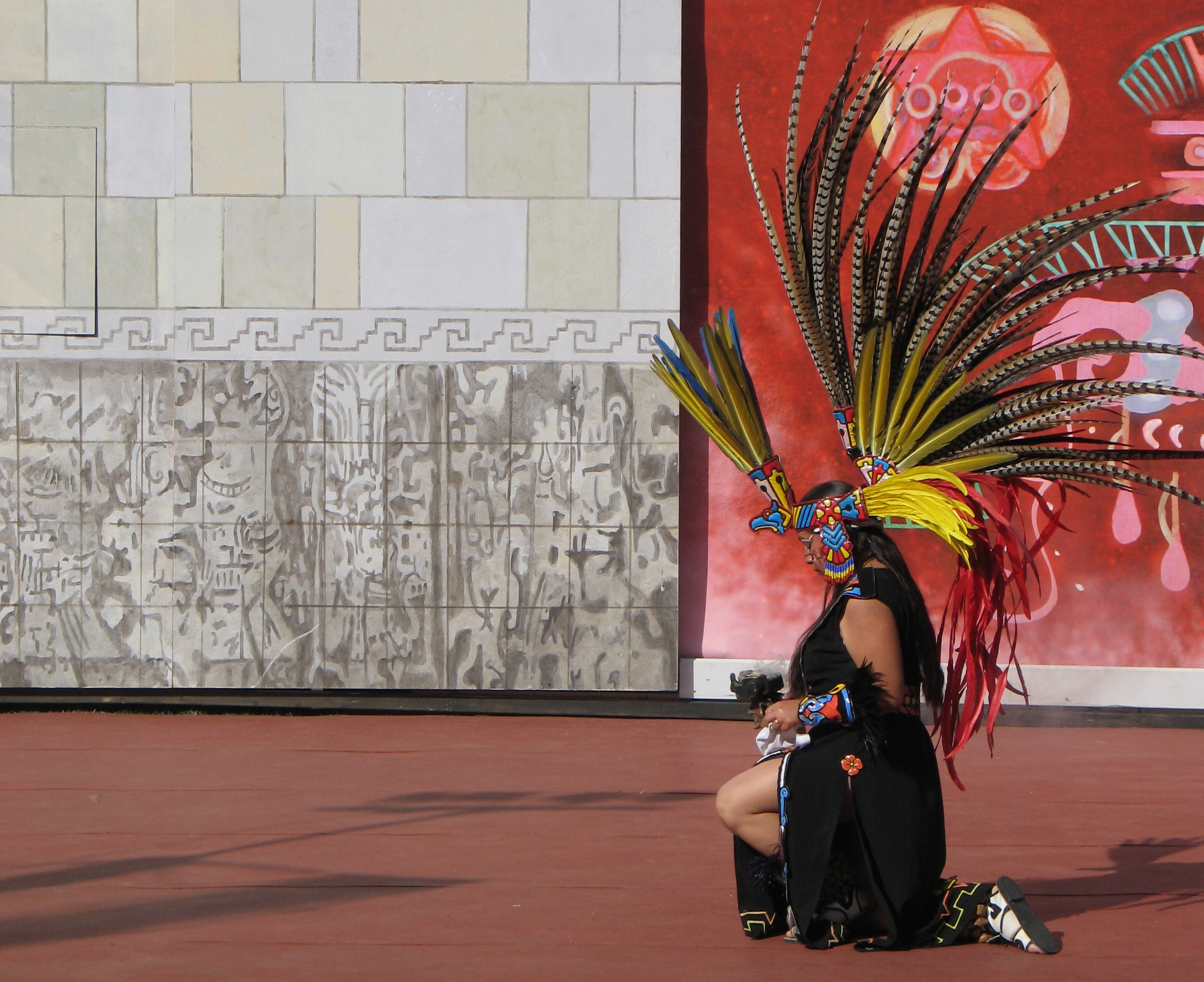
Teil der Zeremonie vor dem Spiel (bei der Vorbereitung zur FIFA WM 2006)

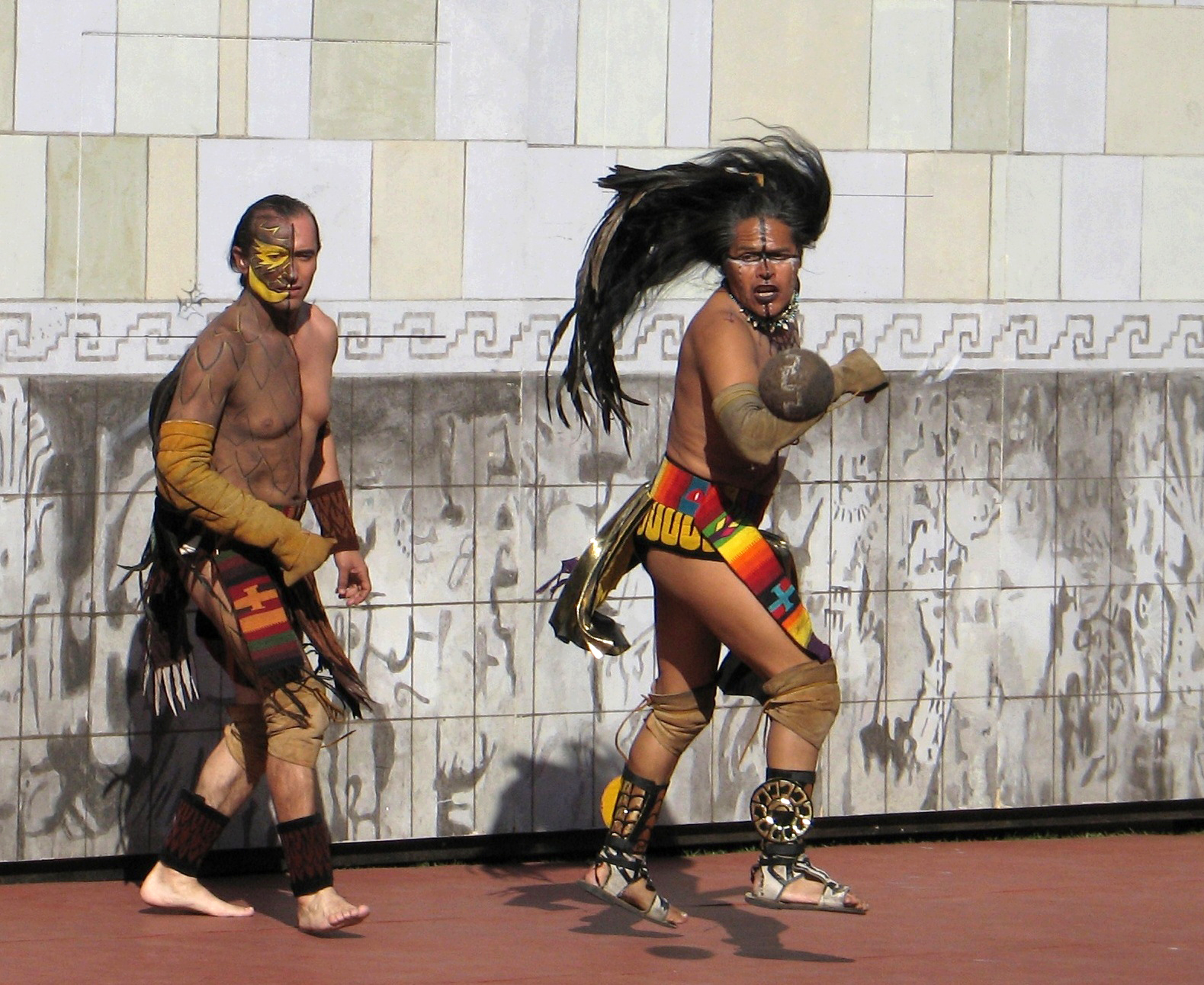
Spieler in Aktion

## Geschichte
Die frühesten bekannten Vorläufer des Spiels, historische Formen des Mesoamerikanischen Ballspiels, sind ca. 3000 Jahre alt. Das Wort Ulama kommt vom Nahuatl-Wort ullamaliztli (Ballspiel). Der Name Pok-ta-Pok leitet sich von dem Geräusch, das der Ball beim Aufspringen macht, ab. Nach spanischen Quellen gehörte zur ursprünglichen Form des aztekischen Spieles Ulama die anschließende Opferung der gesamten Verlierermannschaft, nach anderer Lesart der Siegermannschaft.

## Weltmeisterschaften
Die nächste Pok-ta-Pok-Weltmeisterschaft wird am 8. Dezember 2023 in Belize ausgetragen. Es ist die insgesamt fünfte jährlich stattfindende Meisterschaft. 

## Sonstiges
Als „Offizieller Beitrag des Kunst- und Kulturprogramms zur FIFA WM 2006“ gastierte eine mexikanische Pok-ta-Pok-Truppe in Deutschland.

## Video
- Peter Zurek: Pok Ta Pok. Spiel mit dem Feuer. arte 2006 (Dokumentation).
- J. Michael Schumacher: Mexikos Spiel der Götter - Ulama. ZDF/arte 2024 (Dokumentation).